# Аксель фон Амбрессер
Аксель фон Амбрессер (справжні ім'я та прізвище — Аксель Ойген Олександр фон Остеррайх; 22 червня 1910, Гамбург — 6 вересня 1988, Мюнхен, ФРН) — один з найвідоміших німецьких акторів, режисерів і сценаристів Німеччини післявоєнного періоду.

## Життєпис
Народився в сім'ї бізнесмена, який займався зовнішньоторговельними операціями. Навчався драматичного мистецтва. Акторську діяльність розпочав у 1930 році. Вперше вийшов на сцену театру Kammerspiele. Пізніше грав в Stadttheater (Аугсбург), Kammerspiele (Мюнхен), з 1937 — в берлінському Дойчетеатре, з 1942 — Staatstheater (Берлін) і Theater in der Josefstadt у Відні.
В середині 1930-их років почав зніматися в кіно. Зіграв ролі у 57 кіно- і телефільмах. Як режисер зняв 34 фільми. Написав 11 сценаріїв.
Керував драматичною школою і Баварським міським театром.